# Masters of Formula 3 2006
BP Ultimate Masters of Formula 3 2006 kördes den 6 augusti 2006 på Zandvoort, med Paul di Resta som vinnare.

## Resultat
| Plats | Förare              | Grid |
| ----- | ------------------- | ---- |
| 1     | Paul di Resta       | 2    |
| 2     | Giedo van der Garde | 1    |
| 3     | Sébastien Buemi     | 3    |
| 4     | Kohei Hirate        | 4    |
| 5     | Romain Grosjean     | 6    |
| 6     | Sebastian Vettel    | 5    |
| 7     | Bruno Senna         | 7    |
| 8     | Oliver Jarvis       | 9    |
| 9     | Charlie Kimball     | 16   |
| 10    | Jonathan Summerton  | 8    |